# Jörgen Ragnarsson
Jörgen Thord Ragnarsson (Åtvidaberg, 19 de mayo de 1954) es un deportista sueco que compitió en vela en la clase Tornado. Participó en los Juegos Olímpicos de Moscú 1980, obteniendo una medalla de bronce en la clase Tornado.

## Palmarés internacional
| Juegos Olímpicos | Juegos Olímpicos | Juegos Olímpicos  | Juegos Olímpicos |
| Año              | Lugar            | Medalla           | Clase            |
| ---------------- | ---------------- | ----------------- | ---------------- |
| 1980             | Moscú (URSS)     | Medalla de bronce | Tornado          |